# 219-та піхотна дивізія (Третій Рейх)
219-та піхотна дивізія (Третій Рейх) (нім. 219. Infanterie-Division) — піхотна дивізія Вермахту, що входила до складу німецьких сухопутних військ у роки Другої світової війни.

## Історія
219-та піхотна дивізія була сформована 22 березня 1945 року на території окупованих Нідерландів у місті Ден-Гелдер. Оборонялася на зайнятих позиціях до капітуляції у травні 1945 року.

## Райони бойових дій
- Нідерланди (березень — травень 1945)

## Командування

### Командири
- оберст Веренкамп (нім. Vehrenkamp) (22 березня — 8 травня 1945)

### Підпорядкованість
| Час       | Корпус | Армія | Група армій (округ)                       | Штаб       |
| --------- | ------ | ----- | ----------------------------------------- | ---------- |
| 1945      |        |       |                                           |            |
| 12 квітня |        |       | Головнокомандування Вермахту «Нідерланди» | Ден-Гелдер |

## Склад
| Квітень 1945                                                                                  |
| --------------------------------------------------------------------------------------------- |
| Штаб (88-й фортечний полк «Алкмаар»)                                                          |
| 177-й гренадерський полк з 822-м грузинським батальйоном «Цариця Тамара» Грузинського легіону |
| 493-й гренадерський полк з 803-м північно-кавказьким батальйоном Північнокавказького легіону  |
| 604-й гренадерський полк з 4-м адміністративним військово-морським управлінням                |
| 219-й фузилерний батальйон з 6-м адміністративним військово-морським управлінням              |
| 919-й протитанковий дивізіон                                                                  |